# Virgil Percec
Virgil Percec (n. 8 decembrie 1946) este un chimist american de origine română, membru de onoare al Academiei Române (din 1993).
Virgil Percec a obținut titlul de doctor în 1976, sub îndrumarea profesorului Cristofor I. Simionescu la Universitatea politehnică din Iași.
În 1981 a părăsit ilegal România și, după câteva scurte etape de studii postdoctorale la Universitatea din Freiburg, Germania (cu H.-J. Cantow) și Universitatea din Akron (cu J.P. Kennedy), în 1982 s-a alăturat ca profesor asistent colectivului Departamentului de științe macromoleculare ale „Case Western Reserve University”. În 1982 a fost promovat profesor asociat iar în 1986 profesor universitar.
În 1993 i-a fost atribuită catedra Leonard Case Jr. la “Case Western Reserve University” iar în 1999 a fost transferat la Universitatea din Pennsylvania, ca profesor de chimie la catedra P. Roy Vagelos.
A predat în mod repetat ca profesor invitat al Universităților germane din Freiburg și Ulm, precum și la Institutul Max Planck pentru studiul polimerilor din Mainz, dar și la „Royal Institute of Technology” din Stockholm.
În data de 6 iunie 2016, Senatul Universității Politehnica din București i-a decernat domnului Virgil Percec, Profesor de Chimie la Universitatea din Pennsylvania - Philadelphia, SUA, titlul academic de Doctor honoris causa.